# جون ديفيس (لاعب كرة قدم أمريكية)
جون ديفيس (بالإنجليزية: John Davis)‏ هو لاعب كرة قدم أمريكية أمريكي، ولد في 22 أغسطس 1965.